# Boryeonsan
Boryeonsan (koreanska: 보련산, Poryŏn-san) är ett berg i Sydkorea.   Det ligger i provinsen Norra Chungcheong, i den centrala delen av landet, 90 km sydost om huvudstaden Seoul. Toppen på Boryeonsan är 765 meter över havet.
Terrängen runt Boryeonsan är huvudsakligen lite kuperad. Runt Boryeonsan är det ganska tätbefolkat, med 214 invånare per kvadratkilometer. Närmaste större samhälle är Chungju, 16,9 km sydost om Boryeonsan. I omgivningarna runt Boryeonsan växer i huvudsak blandskog.